# Quiabaya
Quiabaya es un municipio de Bolivia, ubicado en provincia de Larecaja del departamento de La Paz. El municipio de Quiabaya es uno de los ocho municipios que conforman la provincia. La capital del municipio es la localidad homónima.  
Según el último censo oficial realizado por el Instituto Nacional de Estadística de Bolivia (INE) en 2012, el municipio cuenta con una población de 2.684 habitantes y está situado a una altitud promedio de 3.500 metros sobre el nivel del mar.
El municipio posee una extensión superficial de 120 km² y una densidad de población de 22,36 hab/km² (habitante por kilómetro cuadrado).

## Demografía
De acuerdo con el censo boliviano de 2024, la población del municipio de Quiabaya es de 4 221 habitantes.
La población del municipio casi se duplicó entre 1992 y 2024:
| Año  | Habitantes (municipio) | Fuente                  |
| ---- | ---------------------- | ----------------------- |
| 1992 | 2 212                  | Censo boliviano de 1992 |
| 2001 | 2 680                  | Censo boliviano de 2001 |
| 2012 | 2 684                  | Censo boliviano de 2012 |
| 2024 | 4 221                  | Censo boliviano de 2024 |